# Plai
Plai (en ukrainien : Плай), culminant à 1 262 m d'altitude, est un sommet des Carpates orientales en Ukraine, ainsi qu'une station de ski de très petite taille développée sur ses pentes.
Elle est située près du village de Plavye (Плавье) et de Slavske (Славське), dans le raïon de Vyjnytsia, dans l'oblast de Tchernivtsi, dans le sud-ouest de l'Ukraine.
Un télésiège 4 places de marque Doppelmayr, long de 1 000 mètres, y a été construit en 2007, ce qui en fait l'un des rares télésièges modernes d'Ukraine.